# Eduard Hoesch
Eduard Hoesch (Vienna, 15 marzo 1890 – Vienna, 5 novembre 1983) è stato un direttore della fotografia e produttore cinematografico austriaco che iniziò la sua carriera cinematografica all'epoca del cinema muto.

## Biografia
È uno dei pionieri della fotografia del cinema austriaco avendo iniziato a lavorare come cameraman per i film di Felix Dörmann già dal 1908. Lavorò per la Sascha Film, la casa di produzione viennese fondata nel 1910 dal conte Sascha Kolowrat-Krakowsky. Hoesch prese parte non solo a film di fiction, ma anche a documentari e a news sia in Austria che all'estero. Durante la prima guerra mondiale, prestò servizio come corrispondente di guerra. Nel 1917, venne nominato dallo stesso imperatore Carlo, suo "operatore personale", girando per lui un film di propaganda, Unser Kaiser.
Nel momento di massimo splendore del cinema tedesco degli anni venti, Hoesch prese parte come direttore della fotografia a circa una novantina di film muti.
Dopo la seconda guerra mondiale, Hoesch fondò una propria casa di produzione, la Donau-Filmproduktion Eduard Hoesch e girò da regista il primo film austriaco del dopoguerra, Der weite Weg. A causa dei problemi legati al momento storico, privo di collaboratori, Hoesch fu anche produttore e sceneggiatore. Continuò a lavorare come produttore fino alla fine degli anni cinquanta.
Poco prima del suo novantesimo compleanno, gli fu assegnata la Medaglia d'Onore della Cineteca austriaca.

## Filmografia

### Direttore della fotografia
- Varázskeringö, regia di Michael Curtiz e Arthur Lakner (1918)
- Lu, a kokott, regia di Michael Curtiz (1919)
- A víg özvegy, regia di Michael Curtiz (1919)
- Der Idiot, regia di Heinz Hanus (1919)
- Königin Draga, regia di Hans Otto (1920)
- Glaube und Heimat, regia di Emmerich Hanus (1921)
- Drakula halála, regia di Károly Lajthay (1921)
- Das grinsende Gesicht, regia di Julius Herska (1921)
- Unter der Knute des Schicksals, regia di Heinz Hanus (1921)
- Die Totenhand, regia di Hans Otto (1921)
- Gevatter Tod, regia di Heinz Hanus (1921)
- Meriota, die Tänzerin, regia di Julius Herska (1922)
- Die trennende Brücke, regia di Julius Herska (1922)
- Fatmes Errettung, regia di Heinz Hanus e Hanns Marschall (1922)
- Homo sum, regia di Heinz Hanus (1922)
- Länglichs Himmelfahrt, regia di Karl Leiter (1922)
- Die drei Zigarren, regia di Karl Leiter (1922)
- Die kleine Sünde, regia di Julius Herska (1923)
- Hotel Potemkin (Die letzte Stunde), regia di Max Neufeld (1924)
- Sua Altezza balla il valtzer (Hoheit tanzt Walzer), regia di Fritz Freisler (1926)
- Der Jüngling aus der Konfektion, regia di Richard Löwenbein (1926)
- Il diamante dello Zar (Der Orlow), regia di Jacob Fleck e Luise Fleck (1927)
- Der fidele Bauer, regia di Franz Seitz (1927)
- Frühlingserwachen, regia di Richard Oswald (1929)
- Das Kabinett des Dr. Larifari, regia di Robert Wohlmuth (1930)
- I cadetti di Smolenko (Kadetten), regia di George Jacoby (1931)
- Lachende Erben, regia di Max Ophüls (1933)
- Un certo signor Grant (Ein gewisser Herr Gran), regia di Gerhard Lamprecht (1933)
- Lisetta, regia di Carl Boese (1933)
- La canzone del sole, regia di Max Neufeld (1933)
- Der Himmel auf Erden, regia di E. W. Emo (1935)
- Die verschwundene Frau, regia di E. W. Emo (1937)
- Allegri vagabondi (Die lustigen Vagabunden), regia di Jürgen von Alten (1940)
- Uomini nella tempesta (Menschen im Sturm), regia di Fritz Peter Buch (1941)
- Tre ragazze viennesi (Drei tolle Mädels), regia di Giuseppe Fatigati e Hubert Marischka (1942)
- Weiße Wäsche, regia di Paul Heidemann (1942)
- Mia moglie è fatta così (Meine Frau Teresa), regia di Arthur Maria Rabenalt (1942)
- Die Wirtin zum Weißen Röß'l, regia di Karl Anton (1943)
- Il bolide d'argento (Der große Preis), regia di Karl Anton (1944)
- Die Hochstaplerin, regia di Karl Anton (1944)
- Peter Voss, der Millionendieb, regia di Karl Anton (1946)

### Produttore
- Du bist die Richtige, regia di Erich Engel e Josef von Báky (1955)